# سفارت ارمنستان در مسکو
سفارت ارمنستان در مسکو (ارمنی: Ռուսաստանում Հայաստանի դեսպանություն)، نمایندگی دیپلماتیک جمهوری ارمنستان در مسکو پایتخت فدراسیون روسیه می‌باشد که در شماره خیابان، در منطقهٔ، مسکو واقع شده است. روابط دیپلماتیک بین دو کشور (en) در سال ۱۹۹X برقرار شده است. هم‌اکنون گورگن آرسنیان مقام سفیر جمهوری ارمنستان در مسکو را عهده‌دار است.

## اطلاعات
- آدرس:
- تلفن:

## فهرست سفیران
- یوری مکرتومیان (۱۹۹۴–۱۹۹۷)
- گاگیک شاهبازیان (۱۹۹۷–۱۹۹۹)
- سورن ساهاکیان (۱۹۹۹–۲۰۰۲)
- آرمن سمباتیان (۲۰۰۲–۲۰۱۰)
- اولگ یسائیان (۲۰۱۰–۲۰۱۷)
- وارطان توقانیان (۲۰۱۷–۲۰۲۲)
- واغارشاک هاروتیونیان (۲۰۲۲–۲۰۲۴)